# Amusurgus
Amusurgus is een geslacht van insecten die behoren tot de familie van de krekels (Gryllidae). De wetenschappelijke naam van het geslacht is voor het eerst geldig gepubliceerd in 1893 door Brunner von Wattenwyl. Het geslacht omvat twintig soorten. De soorten van dit geslacht komen voor in Azië en Oceanië.

## Soorten
Hieronder volgt een lijst van soorten van dit geslacht:
| - Amusurgus angustus - Amusurgus bispinosus - Amusurgus fascifrons - Amusurgus fujianensis - Amusurgus fulvus - Amusurgus genji - Amusurgus hackeri - Amusurgus hainanensis - Amusurgus kanyakis - Amusurgus maculatus | - Amusurgus minmirri - Amusurgus mubboonis - Amusurgus nilarius - Amusurgus noorundi - Amusurgus oedemeroides - Amusurgus ornatipes - Amusurgus speculifer - Amusurgus tinka - Amusurgus unicolor - Amusurgus xanthoneurus |